# 213 هـ
213 هـ هي سنة في التقويم الهجري امتدت مقابلةً في التقويم الميلادي بين سنتي 828 و829.

## مواليد
- أبو محمد بن قتيبة الدينوري
- عبد الله بن أحمد بن حنبل

## وفيات
- إبراهيم الموصلي
- أحمد بن يوسف الكاتب
- أسد بن الفرات
- الهيثم بن جميل
- عبد الرحمن بن عبد الله الدشتكي
- عبد الله بن يزيد المقريء
- أبو العتاهية الشاعر العربي العباسي. (ولد 130 هـ).
- إدريس الثاني بن إدريس (الأول) بن عبد الله الكامل ثاني حاكم مسلم في إمارة الأدارسة. (ولد 177 هـ).